# Cục Quản lý xuất nhập cảnh, Bộ Công an (Việt Nam)
Cục Quản lý xuất nhập cảnh (A08) trực thuộc Bộ Công an Việt Nam là cơ quan đầu ngành tham mưu cho Đảng ủy Công an Trung ương, thủ trưởng của Bộ Công an lãnh đạo, chỉ đạo toàn diện các mặt công tác xuất nhập cảnh.

## Lịch sử
Ngày 13 tháng 5 năm 1953, Cục Quản lý xuất nhập cảnh với tiền thân là Phòng Quản lý Ngoại kiều và Phòng Công an Biên phòng, được thành lập theo Nghị định số 74 của Thứ Bộ Công an (nay là Bộ Công an).
Theo Nghị định số 01/NĐ–CP ngày 6 tháng 8 năm 2018 quy định về chức năng, nhiệm vụ, quyền hạn và cơ cấu tổ chức bộ máy của Bộ Công an, sau khi giải thể các Tổng cục, Cục Quản lý xuất nhập cảnh được thành lập trên hợp nhất một số cục và trực thuộc Bộ Công an.

## Lãnh đạo hiện nay

#### Cục trưởng
- Trung tướng Phạm Đăng Khoa (từ 1/7/2022)

#### Phó Cục trưởng
- Đại tá Vũ Văn Hưng[4]
- Đại tá Nguyễn Bá Tuấn[5]
- Thiếu tướng Lê Hồng Thái[6]
- Đại tá Trịnh Thanh Cao[7]
- Đại tá Đặng Tuấn Việt[8]
- Đại tá Vũ Văn Quân, 03.01.2023-nay, nguyên là Phó Giám đốc Công an tỉnh Bắc Kạn[9]

## Tổ chức
- Phòng Tham mưu[10]
- Phòng Hậu cần (Phòng 2)[11]
- Phòng Quản lý nhập cảnh, xuất cảnh, cư trú của người nước ngoài[8] (Phòng 4)[12]
- Phòng Quản lý xuất nhập cảnh của công dân Việt Nam[13] (Phòng 3)[14]
- Phòng Ứng dụng Công nghệ thông tin và Quản lý hồ sơ xuất nhập cảnh (Phòng 6)[15]
- Phòng An ninh trên không (Phòng 5)
- Công an cửa khẩu Cảng hàng không quốc tế Nội Bài[16][17]
- Công an cửa khẩu Cảng hàng không quốc tế Tân Sơn Nhất[18][19]
- Công an Cửa khẩu Cảng hàng không quốc tế Đà Nẵng[4]
- Công an cửa khẩu Cảng hàng không quốc tế Cam Ranh[20]
- Công an cửa khẩu Cảng hàng không quốc tế Phú Quốc[21]
- Cơ quan Ủy ban kiểm tra Đảng ủy Cục Quản lý xuất nhập cảnh[22]

## Khen thưởng
- Huân chương Hồ Chí Minh (2008)[23][24]
- Anh hùng lực lượng vũ trang nhân dân (2013)[2][25]
- Huân chương Lao động hạng Ba[10]

## Cục trưởng qua các thời kỳ
- Đại tá Đặng Ngọc Ánh[26]
- Trung tướng Bùi Mậu Quân, từ 8.2018–5.2020, nguyên Phó Tổng cục trưởng Tổng cục An ninh[27]
- Thiếu tướng Quách Huy Hoàng, từ 5.2020–2.2022, nguyên Phó Bí thư Đảng ủy, Phó Cục trưởng A08 [28][29]
- Đại tá Đỗ Triệu Phong, từ 3.2022–6.2022, nguyên Giám đốc Công an tỉnh Kiên Giang[30]
- Thiếu tướng Phạm Đăng Khoa, từ 29.06.2022 - nay, nguyên Cục trưởng Cục Viễn thông và cơ yếu

## Phó Cục trưởng qua các thời kỳ
- Đại tá Nguyễn Văn Thống [10]
- Đại tá Lê Hồng Thái, từ 2016–nay[31]
- Đại tá Vũ Văn Hưng, từ 2018–nay[32]
- Đại tá Trịnh Thanh Cao, từ 2018–nay[7]
- Đại tá Trần Văn Dự, từ 2019–nay[33]
- Đại tá Nguyễn Bá Tuấn, từ 2019–nay[34]
- Đại tá Đặng Tuấn Việt, từ 12.2021–nay, nguyên Trưởng phòng Quản lý nhập cảnh, xuất cảnh, cư trú của người nước ngoài, A08[8]
- Đại tá Vũ Văn Quân, từ 03.01.2023–nay